# Rise over thermal

Rise Over Thermal (ROT) désigne littéralement l’élévation du bruit au-dessus du bruit thermique.
C'est un indicateur communément utilisé dans les réseaux sans fil et les réseaux de téléphonie mobile pour mesurer la congestion dans les réseaux de téléphonie cellulaire.
C'est le rapport entre la somme des puissances des signaux électromagnétiques non désirés (signaux non naturels + bruit thermique) mesurés sur une antenne et le bruit thermique.